# Ralph Doubell
Ralph Douglas Doubell, född 11 februari 1945 i Melbourne, är en före detta australisk friidrottare.
Doubell blev olympisk mästare på 800 meter vid olympiska sommarspelen 1968 i Mexico City.